# Metal·lització

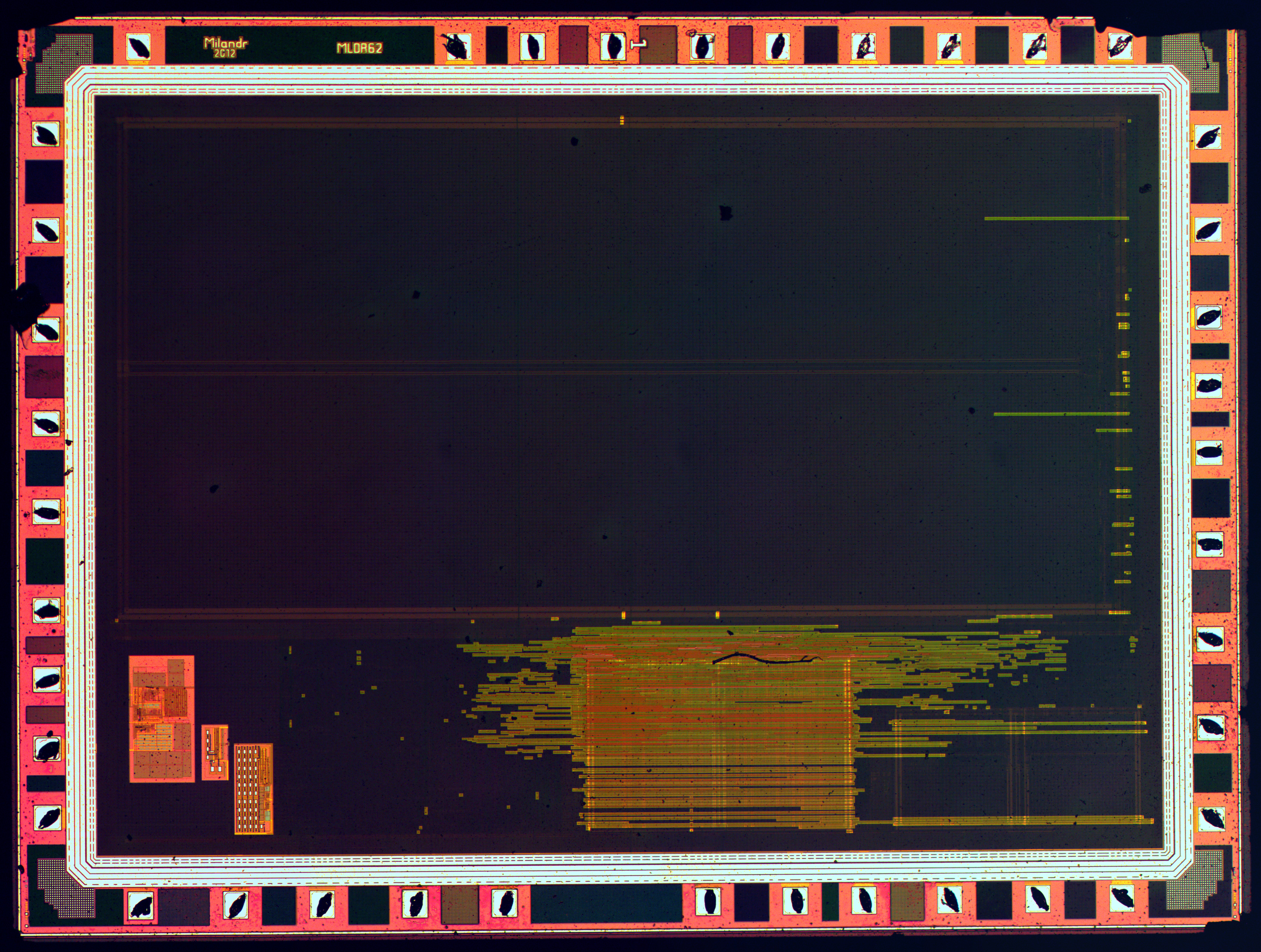
Matriu endurit per radiació del microcontrolador 1886VE10 abans del gravat de metallització.

La metal·lització és el nom general de la tècnica de revestiment de metall a la superfície dels objectes. Els recobriments metàl·lics poden ser decoratius, protectors o funcionals.
Les tècniques de metal·lització van començar des de la fabricació de miralls. L'any 1835, Justus von Liebig va descobrir el procés de revestir una superfície de vidre amb plata metàl·lica, convertint el mirall de vidre en un dels primers elements metal·litzats. El revestiment d'altres objectes no metàl·lics va créixer ràpidament amb la introducció del plàstic ABS. Com que un objecte no metàl·lic acostuma a ser un mal conductor elèctric, la superfície de l'objecte s'ha de fer conductora abans que es pugui fer el revestiment. La part de plàstic es grava químicament primer mitjançant un procés adequat, com ara la submersió en una barreja calenta d'àcid cròmic - àcid sulfúric. La superfície gravada es sensibilitza i s'activa submergint-se primer en una solució de clorur d'estany (II) i després una solució de clorur de pal·ladi. A continuació, la superfície processada es recobreix amb coure o níquel sense electros abans del revestiment posterior. Aquest procés és útil (entre 1 i 6 kgf /cm o de 10 a 60 N /cm o 5 a 35 lbf /in) força d'adhesió, però és molt més feble que la força d'adhesió de metall a metall real.

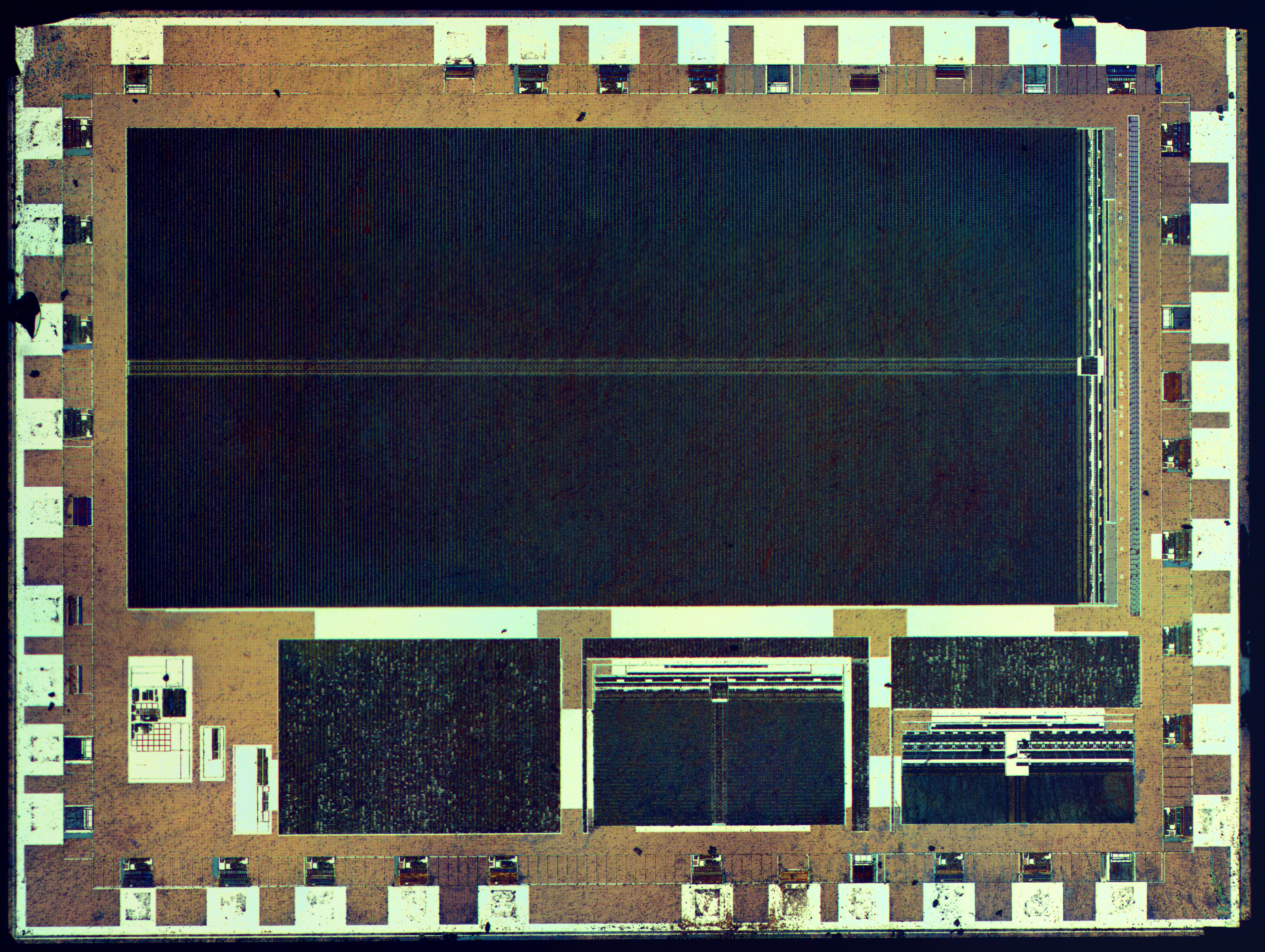
Matriu endurit per radiació del microcontrolador 1886VE10 després que s'hagi utilitzat un procés de gravat de metallització.

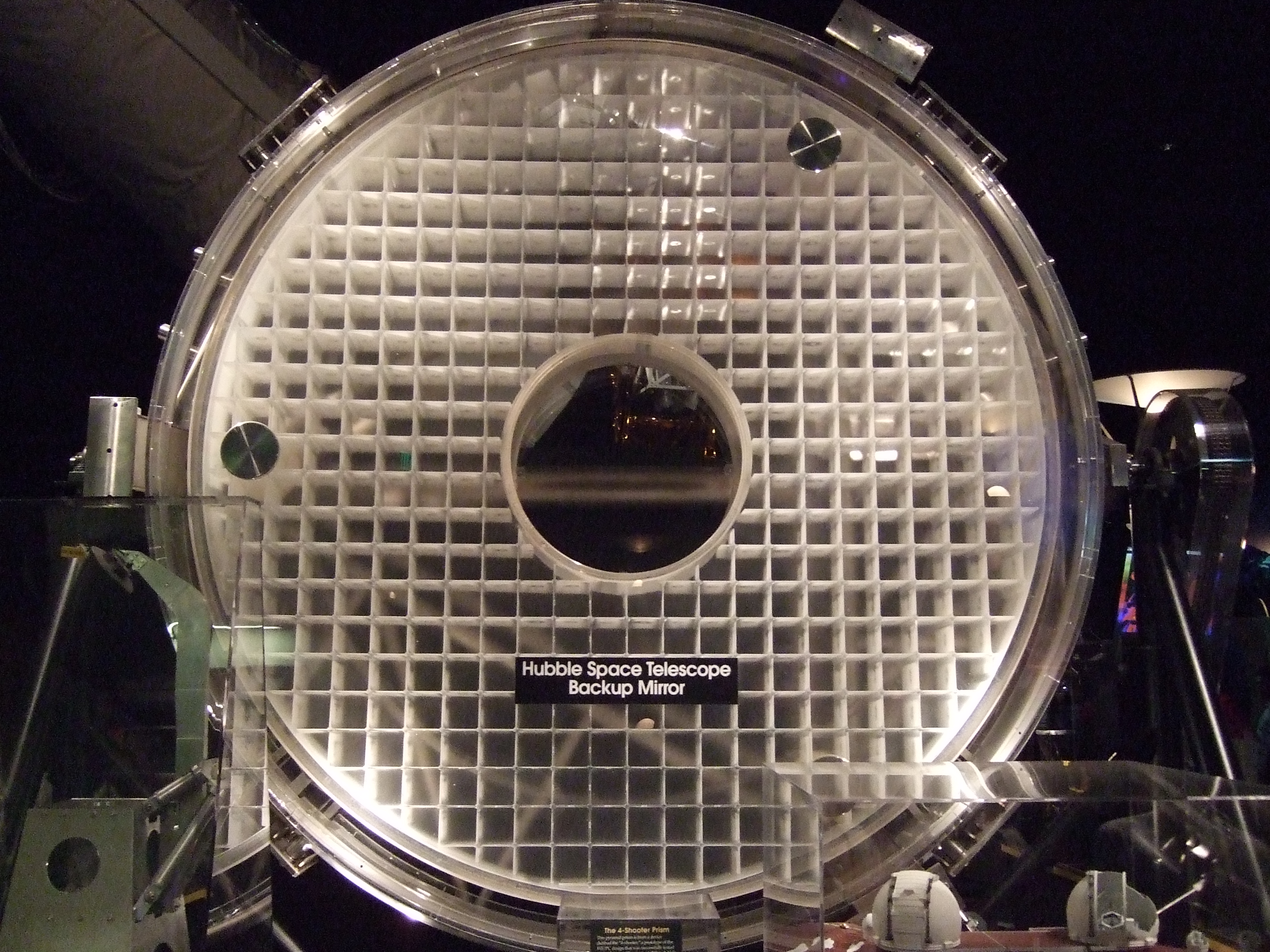
El mirall primari de seguretat sense recobriment del Telescopi Espacial Hubble que mostra la seva estructura de bresca.

La metal·lització al buit consisteix a escalfar el metall de recobriment fins al seu punt d'ebullició en una cambra de buit i deixar que la condensació dipositi el metall a la superfície del substrat. La calefacció per resistència, el feix d'electrons o l'escalfament de plasma s'utilitzen per vaporitzar el metall de recobriment. La metal·lització al buit es va utilitzar per dipositar alumini als grans miralls de vidre dels telescopis reflectors, com amb el telescopi Hale.